# Caronno Pertusella
Caronno Pertusella é uma comuna italiana da região da Lombardia, província de Varese, com cerca de 12.055 habitantes. Estende-se por uma área de 8 km², tendo uma densidade populacional de 1507 hab/km². Faz fronteira com Cesate (MI), Garbagnate Milanese (MI), Lainate (MI), Origgio, Saronno, Solaro (MI).

## Demografia
| Variação demográfica do município entre 1861 e 2011                               |
|                                                                                   |
| Fonte: Istituto Nazionale di Statistica (ISTAT) - Elaboração gráfica da Wikipedia |